# Promesse e compromessi
Promesse e compromessi (Miami Rhapsody) è un film del 1995 diretto da David Frankel, che vede come protagonisti Sarah Jessica Parker, Mia Farrow e Antonio Banderas.

## Trama
La giovane pubblicitaria Gwyn Marcus convive da due anni con Matt, uno zoologo. La scoperta della relazione che la propria madre Nina ha con l'infermiere cubano Antonio, il quale accudisce la nonna semiparalizzata, comincia ad incrinare la sua fiducia nel matrimonio, anche perché quello dei genitori costituisce per lei un riferimento d'obbligo. E la scoperta che anche il padre Vic ha una relazione con la sua agente di viaggio, Zelda, non fa che aggravare la sua crisi. A complicare le cose è poi il fretello Jordan, che nonostante la moglie Terri sia incinta, visto il rifiuto di lei ad ottemperare ai "doveri" coniugali decide di consolarsi con la statuaria modella di colore Kaia. Ma anche la sorella Leslie, una donna alquanto impulsiva e focosa, finisce per tradire il giovane marito Jeff con un precedente fidanzato, Mitchell. Mentre Matt preme per sposarsi, Gwyn è sempre più indecisa, finché i due si lasciano. Ottenuto un contratto ad Orlando, Gwyn vi si reca con Antonio, che nel frattempo è stato lasciato da Nina e col quale ha fatto amicizia, scoprendo tra l'altro che è stato in galera a Cuba non per motivi politici ma perché rubava automobili. Frattanto Nina sta ricucendo il rapporto con Vic, a sua volta sazio della nevrotica ed ossessiva Zelda. La gita ad Orlando rivela ai due l'impossibilità di un eventuale rapporto: Antonio ama ancora Nina, e Gwin è sempre più confusa. Intanto la nonna muore: Jordan, alla notizia della nascita del figlio, abbandona il funerale per correre da Terri. Trascorso del tempo Nina e Vic sono di nuovo insieme; Leslie sta definitivamente con Mitchell; Antonio si trasferisce da un'altra ammalata, mentre Matt parte per l'Africa in attesa di verificare il suo rapporto con Gwyn. Costei, sempre più confusa ed indecisa, resta così sola.